# Araniella silesiaca
Araniella silesiaca is een spinnensoort uit de familie wielwebspinnen. Deze spin komt voor in Europa. De soort werd in 1876 wetenschappelijk beschreven.